# Jimram z Aueršperka
Jimram z Aueršperka byl moravský šlechtic pocházející z rodu pánů z Medlova.

## Život
O životě Jimrama se mnoho zpráv nezachovalo. Jeho otcem byl Filip I. z Medlova. Jimram se uvádí v písemných pramenech v letech 1293, 1325 a 1335. Oženil s dcerou Gerharda ze Zbraslavi a s jistotou se dá říct, že spolu měli jednu dceru - Geruši. Jimram z Aueršperka bývá také označován za jednoho z možných zakladatelů Jimramova.
Jimram pocházel z jedné z větví rodu pánů z Medlova, která svůj název odvozovala od sídelního hradu Aueršperka (další rodová větev se nazývala podle hradu Pernštejna). Další zprávy o Jimramovi hovoří až v roce 1325, ale protože se jednalo o velmi časté jméno, nedá se s určitostí říct, zda je to tatáž osoba.

## Erb
Podoba erbu není známá, ale dá se předpokládat, že byl totožný s erbem pánů z Pernštejna.

## Majetek

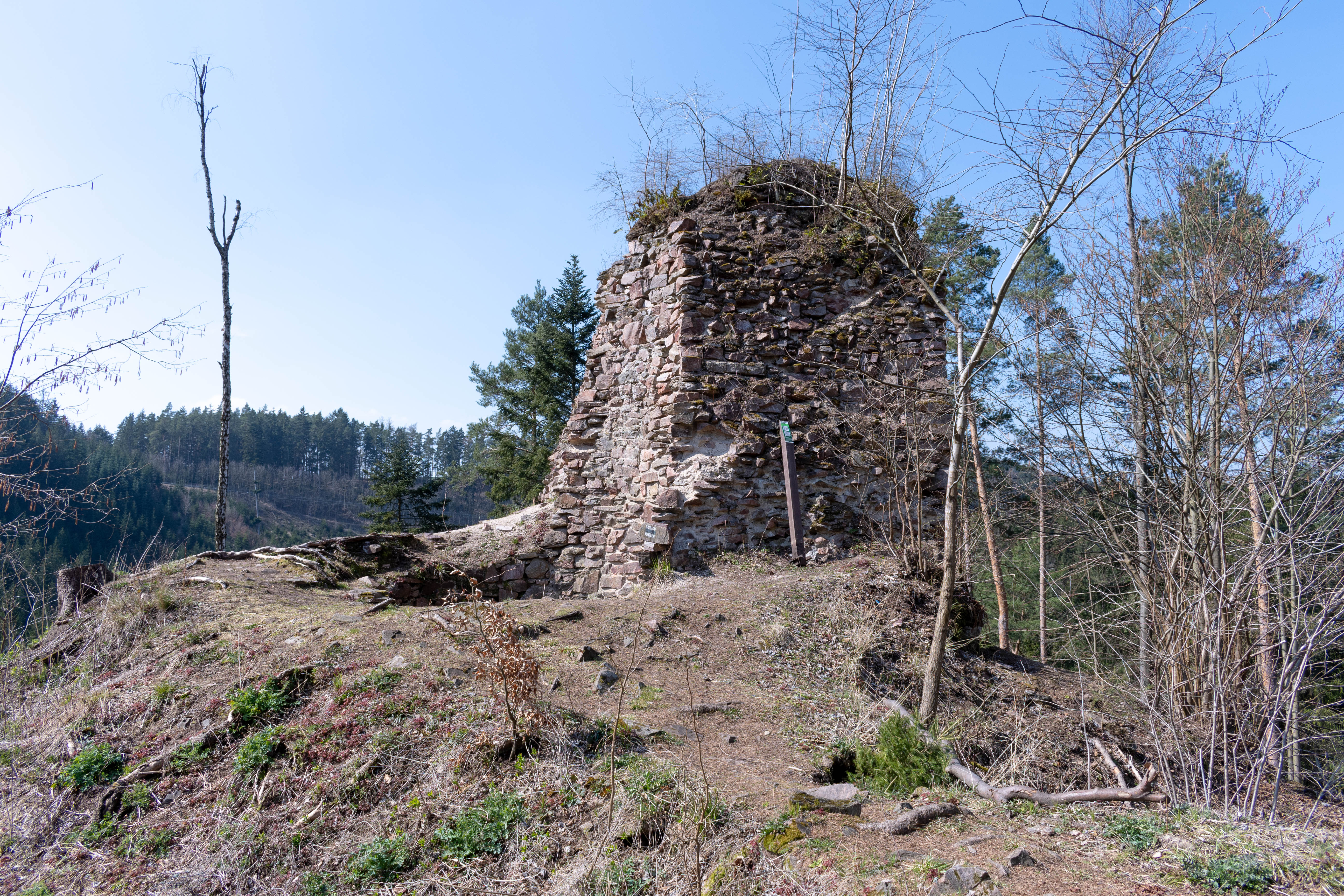
hrad Aueršperk

- hrady - Aueršperk